# Atypophthalmus omogoensis
Atypophthalmus omogoensis är en tvåvingeart som först beskrevs av Alexander 1954.  Atypophthalmus omogoensis ingår i släktet Atypophthalmus och familjen småharkrankar. Inga underarter finns listade i Catalogue of Life.